# Торнбері Тауншип (округ Честер, Пенсільванія)
Торнбері Тауншип (англ. Thornbury Township) — селище (англ. township) в США, в окрузі Честер штату Пенсільванія. Населення — 3177 осіб (2020).

## Демографія
Згідно з переписом 2010 року, у селищі мешкало 3017 осіб у 1119 домогосподарствах у складі 836 родин. Було 1163 помешкання
Расовий склад населення:
| - 87,2 % — білих - 7,6 % — азіатів - 3,4 % — чорних або афроамериканців - 0,1 % — корінних американців |

До двох чи більше рас належало 1,4 %. Частка іспаномовних становила 1,9 % від усіх жителів.
За віковим діапазоном населення розподілялося таким чином: 26,8 % — особи молодші 18 років, 63,4 % — особи у віці 18—64 років, 9,8 % — особи у віці 65 років та старші. Медіана віку мешканця становила 41,6 року. На 100 осіб жіночої статі у селищі припадало 99,4 чоловіків;  на 100 жінок у віці від 18 років та старших — 97,8 чоловіків також старших 18 років.
Середній дохід на одне домашнє господарство  становив 149 067 доларів США (медіана — 123 393), а середній дохід на одну сім'ю — 164 219 доларів (медіана — 146 111). За межею бідності перебувало 4,1 % осіб, у тому числі 3,1 % дітей у віці до 18 років та 4,3 % осіб у віці 65 років та старших.
Цивільне працевлаштоване населення становило 1703 особи. Основні галузі зайнятості: освіта, охорона здоров'я та соціальна допомога — 25,1 %, науковці, спеціалісти, менеджери — 19,3 %, фінанси, страхування та нерухомість — 15,1 %.